# V373 Scuti
La V373 Scuti es el nombre que los astrónomos le dieron a la nova aparecida en la constelación de Scutum. Fue reportada en el año 1975 por Paul Wild en el Observatorio de Berna-Zimmerwald. Esta nova alcanzó un brillo de magnitud aproximado de 7,9. La magnitud máxima de 7,1 se produjo un mes antes, el 11 de mayo.
La curva de luz de esta nova declinó como una ley potencial típica después de su pico, pero mostró un comportamiento de brillo variable significativo. Después de aproximadamente 40 a 50 días, comenzaron a aparecer líneas de emisión en el espectro, lo que permitió medir la velocidad de expansión media de 955±130 km/s. El parpadeo de gran amplitud, así como otros indicadores, sugieren una influencia magnética, lo que lo convierte en un sistema polar intermedio candidato. Una modulación de luminosidad de 258,3 segundos probablemente se deba a la rotación de la enana blanca. El sistema tiene un período orbital de 3,69 ± 0,07 h, y la curva de luz sugiere una alta inclinación orbital.

## Coordenadas
Ascensión Recta : 18h55m26s.56 
Declinación : −07°43'05".6 